# Schip Argo

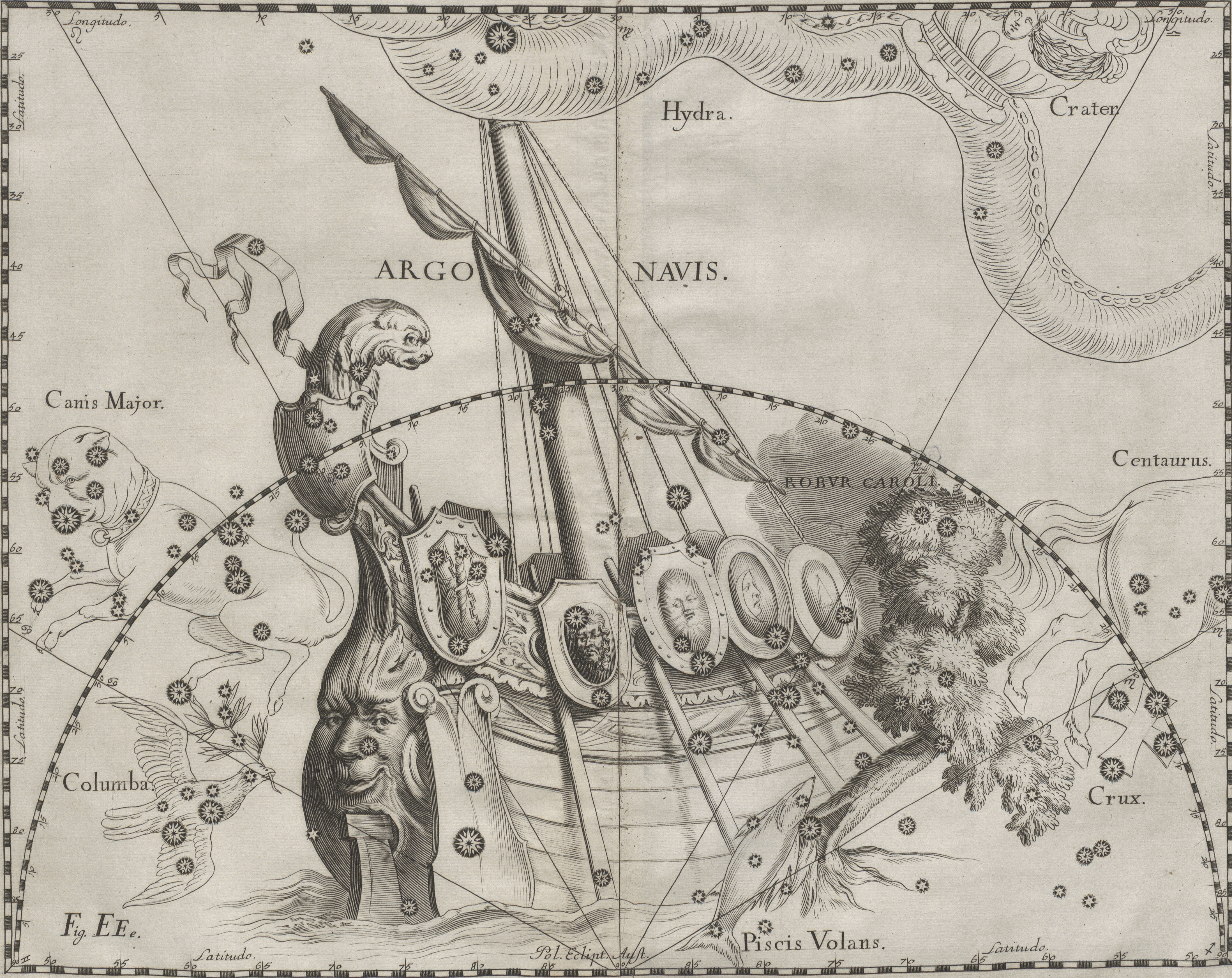
Schip Argo
(1690), Jan Heweliusz, Nationale Bibliotheek van Polen

Schip Argo (Argo Navis) is de naam die de astronoom Ptolemeus gaf aan een sterrenbeeld van de zuidelijke sterrenhemel. 
Het is het enige sterrenbeeld uit een lijst van 48 van Ptolemaeus dat niet meer officieel erkend wordt. Het hemellichaam werd opgesplitst omdat het een onpraktisch groot deel van de hemelkoepel omvatte, ongeveer 75 graden. Als het nog erkend was, dan zou Schip Argo het grootste sterrenbeeld zijn.
De weergave van een schip is in diverse culturen het archetypische grote schip dat de zondvloed doorstond. In de Christelijk/Joodse cultuur de Ark van Noach, in de Griekse cultuur staat het voor het schip van Jason en de Argonauten, waaraan het ook zijn naam ontleent. 
Tegenwoordig bestaat Schip Argo uit de sterrenbeelden Kiel (Carina), Achtersteven (Puppis), Kompas (Pyxis) en Zeilen (Vela). Vroeger was er nog een deel, Malus (Mast), maar dat is in onbruik geraakt.